# Piero il Fatuo
Piero di Lorenzo de' Medici, detto il Fatuo o lo Sfortunato (Firenze, 15 febbraio 1472 – Castelforte, 28 dicembre 1503), è stato un politico e militare italiano, figlio maschio primogenito di Lorenzo de' Medici e Clarice Orsini e fratello di Giovanni de' Medici, il futuro papa Leone X.

## Biografia

### Giovinezza ed educazione
Piero fu figlio di Lorenzo il Magnifico e di Clarice Orsini. Benché il giovane fosse stato educato sin dall'infanzia per succedere al padre come Signore di Firenze e direttore del Banco di famiglia e nonostante i notevolissimi precettori per lui scelti, come Agnolo Poliziano prima e (dopo uno scontro tra il Poliziano e Clarice) Bernardo Michelozzi poi, dimostrò di non avere talento per tali ruoli, essendo privo di carisma e dotato di un carattere arrogante e indisciplinato.
Infatti, in occasione di una visita del signore di Bologna Giovanni Bentivoglio a Firenze nel 1485, il giovane Piero fu criticato dal politico filomediceo Niccolò Michelozzi per l'eccessiva ricchezza d'abiti e costumi, cosa che poteva suscitare fastidio negli altri magnati fiorentini. Negli anni seguenti (1486-1492) il giovane Medici accolse per conto del padre il cardinale Giuliano della Rovere e nel 1489 andò come ambasciatore a Milano in occasione del matrimonio del giovane duca Gian Galeazzo Maria Sforza con Isabella d'Aragona.

### Governo (1492-1494)

#### Insuccessi diplomatici e crisi interne
Dopo la morte del padre, avvenuta l'8 aprile del 1492, Piero assunse il comando della città molto facilmente, come era avvenuto per Lorenzo all'indomani della morte del padre Piero il Gottoso nel 1469. Il carisma e l'abilità con cui il padre aveva esercitato il controllo della vita politica fiorentina giovarono infatti a Piero, giovane ventunenne privo di qualsiasi abilità e sensibilità politica. La prova della sua inettitudine, Piero la diede pochi mesi dopo la sua ascesa al potere. Il giovane Medici tentò invano d'ottenere un'alleanza con Rodrigo Borgia, appena asceso al soglio pontificio col nome di papa Alessandro VI, in occasione del suo viaggio a Roma nel novembre del 1492 per rendergli omaggio.
Rodrigo Borgia non prestò infatti alcuna attenzione alla proposta di matrimonio tra sua figlia, Lucrezia Borgia, e il fratello di Piero, Giuliano duca di Nemours. Fallirono anche le trattative per far sposare il fratello con Laura Orsini, probabilmente figlia illegittima del papa Alessandro VI. Ancor più deleteria fu la politica interna: l'ostentato clientelismo politico suscitò varie congiure all'interno di Firenze, delle quali la più sorprendente fu quella organizzata dai suoi cugini, membri del ramo detto dei Popolani. Per questo motivo essi furono espulsi nella primavera del 1494.
Per quanto concerne la politica culturale promossa dai suoi avi, Piero si segnalò per il disinteresse che manifestò verso ogni forma di cultura. Benché non fosse un ignorante, il giovane Medici non ebbe buoni rapporti con gli artisti patrocinati dal padre, tra cui in particolare Michelangelo Buonarroti. Si racconta che il giovane Medici avesse così poca considerazione per l'artista prediletto dal padre da ordinargli, durante la grande nevicata del 20 gennaio 1494, di realizzare una statua di neve.

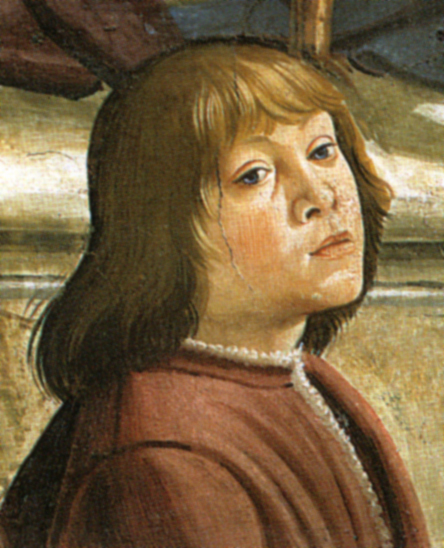
Ritratto come fanciullo nella Cappella Sassetti, Consegna della regola, Domenico Ghirlandaio

#### Discesa di Carlo VIII
Dopo questo breve periodo di relativa calma, il fragile equilibrio pacifico tra gli stati italiani, faticosamente costruito da Lorenzo il Magnifico, crollò con la decisione del re Carlo VIII di Francia di attraversare le Alpi con un esercito per conquistare il Regno di Napoli, sul quale vantava diritti ereditari (1494). Tutti gli stati italiani videro con grande apprensione la discesa di un così grande esercito per la penisola e a Firenze tutti gli occhi erano puntati su come si sarebbe comportato Piero con un ospite tutto sommato non ostile, ma anche così ingombrante.

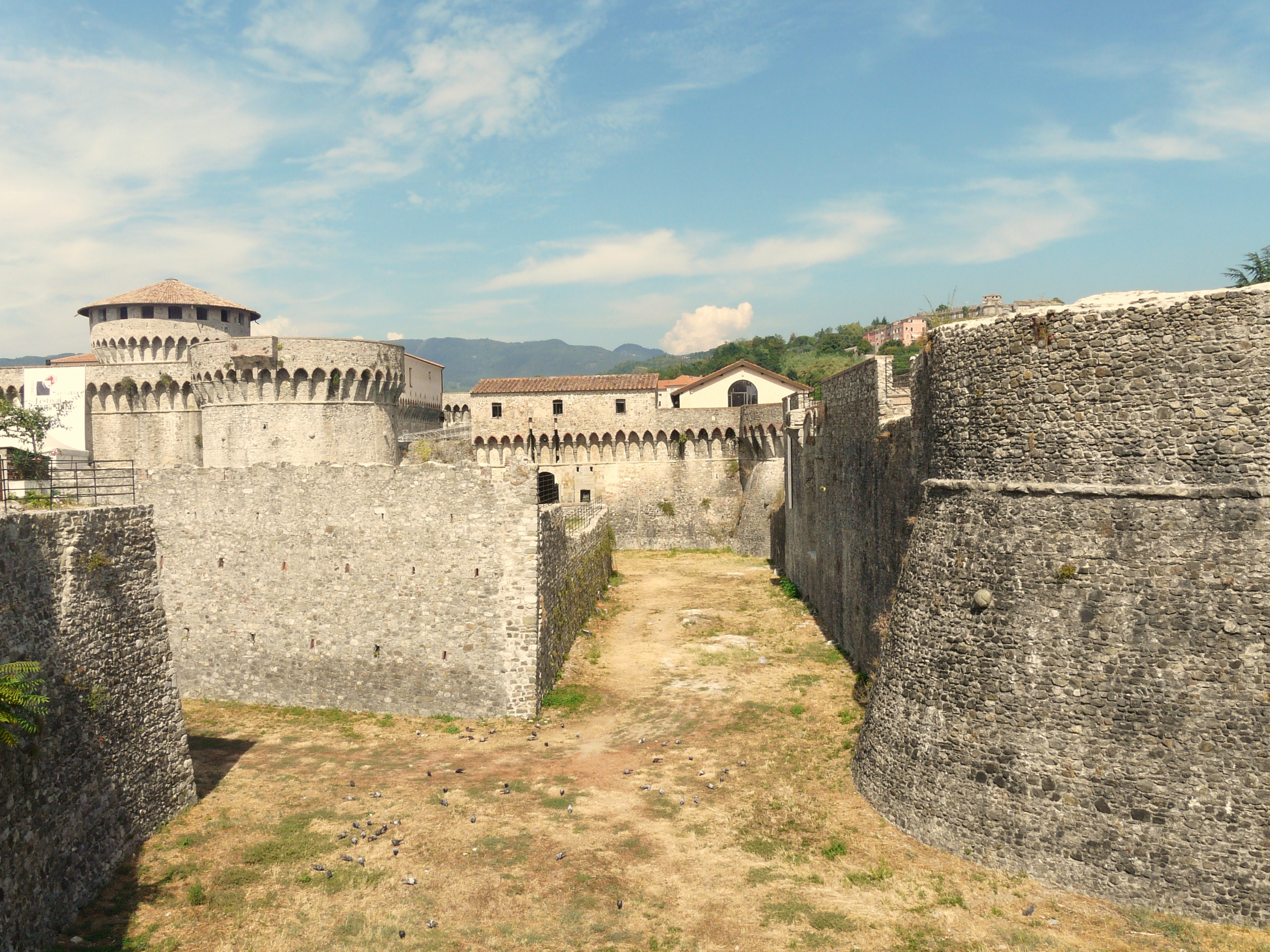
La fortezza Firmafede di Sarzana. Per l'arrendevolezza con cui Piero la cedette a Carlo VIII di Francia, il 9 novembre 1494 scoppiò una grande rivolta antimedicea a Firenze, cacciando la famiglia e dando inizio al "secondo esilio" (il primo fu quello del 1433).

Al momento di attraversare la Toscana, dove Carlo VIII intendeva lasciare delle truppe di retroguardia per garantirsi le comunicazioni, Piero tentò la via della neutralità. Ma quando l'esercito francese entrò nei territori della Repubblica fiorentina, per non scatenare una guerra forse persa in partenza, Piero fu costretto alla resa, alla quale non pose nessuna condizione e accettò tutto ciò che Carlo chiedeva.
Il francese ottenne così il libero passaggio in terra di Toscana, oltre a quattro piazzeforti in zone strategiche e di confine (come la fortezza di Pietrasanta, per il cui controllo si erano date battaglia fino allo stremo Lucca, Pisa e Genova). Tutto questo verso la fine di ottobre. I cronisti più ostili ai Medici riportarono anche di come Piero si sarebbe inginocchiato davanti al re, baciandogli le babbucce: una notizia forse denigratoria, che comunque ebbe l'effetto di infiammare la folla fiorentina.

### Esilio (1494-1502)

#### Cacciata
Saputo dell'atteggiamento più o meno servile di Piero, Fra Girolamo Savonarola (già nemico dei Medici) e il partito antimediceo aspettavano da tempo una scintilla per far scattare una rivolta popolare a lungo coltivata attraverso le infuocate prediche del frate domenicano, ormai non più frenabile dalla personalità carismatica di Lorenzo il Magnifico. I fiorentini, sobillati, si rivoltarono il 9 novembre e saccheggiarono il Palazzo Medici in via Larga e restaurarono la Repubblica, corretta nel senso di una maggiore presenza popolare e di una spiccata teocrazia da Savonarola (fu per esempio dichiarato Gesù Cristo re unico di Firenze).
La statua della Giuditta di Donatello fu in quell'occasione tolta da una fontana del palazzo mediceo e collocata solennemente in Piazza della Signoria a simbolo della tirannia scacciata dal popolo. Il ramo principale della famiglia Medici fu esiliato, mentre il ramo secondario, schieratosi con i rivoltosi, fu richiamato in patria e prese il nome di Popolano per distinguersi dagli odiati parenti (Lorenzo il Popolano e suo fratello Giovanni avrebbero forse voluto con questo gesto accattivarsi i cittadini e farsi magari eleggere a loro volta signori della città).

#### Esilio e morte
Piero in un primo momento si rifugiò a Bologna e poi a Venezia con la famiglia, grazie all'intervento di Philippe de Commines. Dopo vari anni in cui aveva tentato di entrare a Firenze con la forza, appoggiandosi ora a Siena, ora a Venezia, ora ai francesi, Piero nel 1501 venne nominato governatore di Cassino e del suo distretto da Luigi XII di Francia e, per questo, si trovò coinvolto nelle guerre tra spagnoli e francesi per il controllo del regno di Napoli e, con esso, del feudo di Montecassino.
Durante uno spostamento di battaglia dell'esercito francese – al quale Piero il Fatuo si era unito – successe che l'imbarcazione su cui egli era salito a bordo, molto pesante per il carico di armi, si rovesciasse, facendolo così annegare nel fiume Garigliano, nel territorio di Castelforte. Il suo corpo fu ripescato solo alcuni giorni dopo.

#### Sepoltura
Venne sepolto nell'abbazia di Montecassino nel 1503, di cui suo fratello, il cardinale Giovanni de' Medici (futuro papa Leone X) era abate. Tempo dopo, il futuro papa Clemente VII, allora ancora cardinale, ne commissionò un monumento funebre a Francesco da Sangallo, che venne posto all'interno della basilica dell'abbazia di Montecassino.

## Gli amori
Piero ebbe numerose amanti. Una di queste fu la rinomata cortigiana Caterina Gonzaga di Novellara, passata poi, brevemente, a Ferrandino d'Aragona e più lungamente al re Carlo VIII.

## Discendenza
Piero sposò nel 1488 Alfonsina Orsini, figlia del conte Roberto e di Caterina Sanseverino, cugina del condottiero Gentile Virginio Orsini e parente di sua madre. Da lei ebbe almeno tre figli:
- Clarice (1489-1528), sposò Filippo Strozzi;
- Lorenzo (12 settembre 1492-1519), padre di Caterina de' Medici
- Luisa (n. febbraio 1494)

Dai registri battesimali risulta aver avuto anche un'altra figlia, con tutta probabilità illegittima:
- Maria (n. gennaio o febbraio 1492)

## Ascendenza
|                                           |                                      |                                           | Genitori                                  |  |  | Nonni |  |  | Bisnonni          |  |  | Trisnonni                    |  |
|                                           |                                      |                                           |                                           |  |  |       |  |  | Cosimo de' Medici |  |  | Giovanni di Bicci de' Medici |  |
|                                           |                                      |                                           |                                           |  |  |       |  |  | Cosimo de' Medici |  |  | Giovanni di Bicci de' Medici |  |
|                                           |                                      | Piccarda Bueri                            |                                           |  |  |       |  |  | Cosimo de' Medici |  |  |                              |  |
| Piero de' Medici                          |                                      |                                           |                                           |  |  |       |  |  | Cosimo de' Medici |  |  |                              |  |
|                                           |                                      | Contessina de' Bardi                      | Alessandro de' Bardi                      |  |  |       |  |  |                   |  |  |                              |  |
|                                           |                                      | Contessina de' Bardi                      | Alessandro de' Bardi                      |  |  |       |  |  |                   |  |  |                              |  |
|                                           |                                      | Contessina de' Bardi                      | Emilia Pannocchieschi dei Conti di Vernio |  |  |       |  |  |                   |  |  |                              |  |
| Lorenzo de' Medici                        |                                      | Contessina de' Bardi                      |                                           |  |  |       |  |  |                   |  |  |                              |  |
|                                           |                                      | Francesco Tornabuoni                      | Simone Tornabuoni                         |  |  |       |  |  |                   |  |  |                              |  |
|                                           |                                      | Francesco Tornabuoni                      | Simone Tornabuoni                         |  |  |       |  |  |                   |  |  |                              |  |
|                                           |                                      | Francesco Tornabuoni                      | …                                         |  |  |       |  |  |                   |  |  |                              |  |
| Lucrezia Tornabuoni                       |                                      | Francesco Tornabuoni                      |                                           |  |  |       |  |  |                   |  |  |                              |  |
|                                           |                                      | Selvaggia degli Alessandri                | Maso degli Alessandri                     |  |  |       |  |  |                   |  |  |                              |  |
|                                           |                                      | Selvaggia degli Alessandri                | Maso degli Alessandri                     |  |  |       |  |  |                   |  |  |                              |  |
|                                           |                                      | Selvaggia degli Alessandri                | Nanna Cavalcanti                          |  |  |       |  |  |                   |  |  |                              |  |
| Piero de' Medici                          |                                      | Selvaggia degli Alessandri                |                                           |  |  |       |  |  |                   |  |  |                              |  |
|                                           | Orso Orsini, signore di Monterotondo | Francesco Orsini, signore di Monterotondo |                                           |  |  |       |  |  |                   |  |  |                              |  |
|                                           | Orso Orsini, signore di Monterotondo | Francesco Orsini, signore di Monterotondo |                                           |  |  |       |  |  |                   |  |  |                              |  |
|                                           | Orso Orsini, signore di Monterotondo | Costanza Annibaldeschi                    |                                           |  |  |       |  |  |                   |  |  |                              |  |
| Jacopo Orsini, signore di Monterotondo    | Orso Orsini, signore di Monterotondo |                                           |                                           |  |  |       |  |  |                   |  |  |                              |  |
|                                           |                                      | Lucrezia Conti                            | Ildebrandino Conti                        |  |  |       |  |  |                   |  |  |                              |  |
|                                           |                                      | Lucrezia Conti                            | Ildebrandino Conti                        |  |  |       |  |  |                   |  |  |                              |  |
|                                           |                                      | Lucrezia Conti                            | Caterina di Sangro                        |  |  |       |  |  |                   |  |  |                              |  |
| Clarice Orsini                            |                                      | Lucrezia Conti                            |                                           |  |  |       |  |  |                   |  |  |                              |  |
|                                           |                                      | Carlo Orsini, signore di Bracciano        | Giovanni Orsini, signore di Galera        |  |  |       |  |  |                   |  |  |                              |  |
|                                           |                                      | Carlo Orsini, signore di Bracciano        | Giovanni Orsini, signore di Galera        |  |  |       |  |  |                   |  |  |                              |  |
|                                           |                                      | Carlo Orsini, signore di Bracciano        | Bartolomea Spinelli                       |  |  |       |  |  |                   |  |  |                              |  |
| Maddalena Orsini dei signori di Bracciano |                                      | Carlo Orsini, signore di Bracciano        |                                           |  |  |       |  |  |                   |  |  |                              |  |
|                                           |                                      | Paola Orsini dei conti di Tagliacozzo     | Giacomo Orsini, conte di Tagliacozzo      |  |  |       |  |  |                   |  |  |                              |  |
|                                           |                                      | Paola Orsini dei conti di Tagliacozzo     | Giacomo Orsini, conte di Tagliacozzo      |  |  |       |  |  |                   |  |  |                              |  |
|                                           |                                      | Paola Orsini dei conti di Tagliacozzo     | Isabella Marzano                          |  |  |       |  |  |                   |  |  |                              |  |
|                                           |                                      | Paola Orsini dei conti di Tagliacozzo     |                                           |  |  |       |  |  |                   |  |  |                              |  |